# Габлерсбург (Пенсільванія)
Габлерсбург (англ. Hublersburg) — переписна місцевість (CDP) в США, в окрузі Сентр штату Пенсільванія. Населення — 121 особа (2020).

## Географія
Габлерсбург розташований за координатами 40°57′44″ пн. ш. 77°36′26″ зх. д. / 40.96222° пн. ш. 77.60722° зх. д. (40.962251, -77.607186).  За даними Бюро перепису населення США в 2010 році переписна місцевість мала площу 0,42 км², уся площа — суходіл.

## Демографія
Згідно з переписом 2010 року, у переписній місцевості мешкали 104 особи в 37 домогосподарствах у складі 31 родини. Густота населення становила 249 осіб/км².  Було 38 помешкань (91/км²).
Расовий склад населення:
| - 99,0 % — білих - 1,0 % — чорних або афроамериканців |

До двох чи більше рас належало 0,0 %. Частка іспаномовних становила 0,0 % від усіх жителів.
За віковим діапазоном населення розподілялося таким чином: 29,8 % — особи молодші 18 років, 54,8 % — особи у віці 18—64 років, 15,4 % — особи у віці 65 років та старші. Медіана віку мешканця становила 36,0 року. На 100 осіб жіночої статі у переписній місцевості припадало 96,2 чоловіків;  на 100 жінок у віці від 18 років та старших — 97,3 чоловіків також старших 18 років.
Цивільне працевлаштоване населення становило 20 осіб. Основні галузі зайнятості: освіта, охорона здоров'я та соціальна допомога — 100,0 %.